# منقل (يافع)

تعديل مصدري - تعديل

منقل هي إحدى قرى عزلة لبعوس بمديرية يافع التابعة لمحافظة لحج، بلغ تعداد سكانها 828 نسمة حسب تعداد اليمن لعام 2004.